# Festival internazionale dei poeti
Il Festival internazionale dei poeti è stato un evento svoltosi dal 28 al 30 giugno 1979 sulla "spiaggia libera" di Castelporziano. Il Festival fu organizzato da Ulisse Benedetti (direttore dell'associazione Beat '72), Simone Carella e Franco Cordelli, con il sostegno dell'Assessorato alla cultura del Comune di Roma, guidato allora da Renato Nicolini. Vi parteciparono alcune tra le maggiori personalità poetiche del tempo, tra cui si ricordano gli italiani Dario Bellezza, Ignazio Buttitta, Victor Cavallo, Maurizio Cucchi, Milo De Angelis, Dacia Maraini, Nico Orengo, Aldo Piromalli, Fernanda Pivano, Antonio Porta, Amelia Rosselli, Maria Luisa Spaziani, Sebastiano Vassalli, Valentino Zeichen e gli stranieri Amiri Baraka, William Burroughs, Gregory Corso, Evgenij Evtušenko, Erich Fried, John Giorno, Lawrence Ferlinghetti, Allen Ginsberg, Brion Gysin, Jaqueline Risset.
Il Festival vide una nutrita partecipazione popolare "con spirito quasi woodstockiano", "fu caotico e non si svolse in modo pacifico: Dario Bellezza litigò con il pubblico che non lo applaudiva, Dacia Maraini riuscì a proferire solo un verso tra i fischi e poi rinunciò tra gli applausi, e molti giovani vollero essi stessi salire sul palco e recitare versi – a un certo punto vi apparve persino un’enorme pentola di minestra –, tanto che infine il palco collassò sulla sabbia. In risposta ai molti attacchi che gli furono rivolti in Consiglio comunale, Nicolini citò, con buona dose d’ironia, i versi di Montale contro i «poeti laureati», i poeti vati che cercano allori, preferendo a essi i ragazzi che «agguantano qualche sparuta anguilla», per ribadire il suo concetto non elitario e verticale di cultura – sì, anche la poesia può essere fischiata, e, sì, anche coloro che abitano periferie e borgate possono farlo – e rivendicando la sensatezza di quell’esperienza" . 
A distanza di anni il Festival viene ricordato da alcuni come "mito riuscito, magia mediterranea irripetibile", "impressionante performance collettiva nella quale il pubblico aveva strappato palco e microfono a presentatore e poeti per esporsi, aggredire, protestare e chiedere cosa è poesia, e dire la propria pontificando o balbettando", ma anche, da alcuni dei suoi protagonisti, come un raduno di "migliaia di giovani , attratti dal mito di una creatività libera e generalizzata e da un raduno che aveva tutte le caratteristiche di un concerto rock, [che] reagirono alle letture dei poeti con un rifiuto violento" o come una "vittoria dell'effimero, dello spettacolo trash". Mentre il crollo del palco nell'ultima serata fu visto come "la fine (...) di tutta un'epoca d'illusioni e mistificazioni che ci avrebbe traghettati verso anni di durezze e crudeltà."
Nel 1980 la RAI produsse e mandò in onda il film di Andrea Andermann Castelporziano Ostia dei poeti. 